# سامي دريك
سامي دريك (بالإنجليزية: Sammy Drake)‏ هو لاعب كرة قاعدة أمريكي، ولد في 7 أكتوبر 1934 في ليتل روك في الولايات المتحدة، وتوفي في 27 يناير 2010 في لوس أنجلوس في الولايات المتحدة بسبب سرطان.

## وصلات خارجية
- سامي دريك على موقع دوري كرة القاعدة الرئيسي (الإنجليزية)
- سامي دريك على موقعبيزبول رفرنس.كوم (الدوري الرئيسي) (الإنجليزية)
- سامي دريك على موقعبيزبول رفرنس.كوم (الدوري الثانوي) (الإنجليزية)
- سامي دريك على موقع إي إس بي إن.كوم (أم.أل.بي) (الإنجليزية)
- سامي دريك على موقع مشجعي الرسوم البيانية (الإنجليزية)